# Raïto

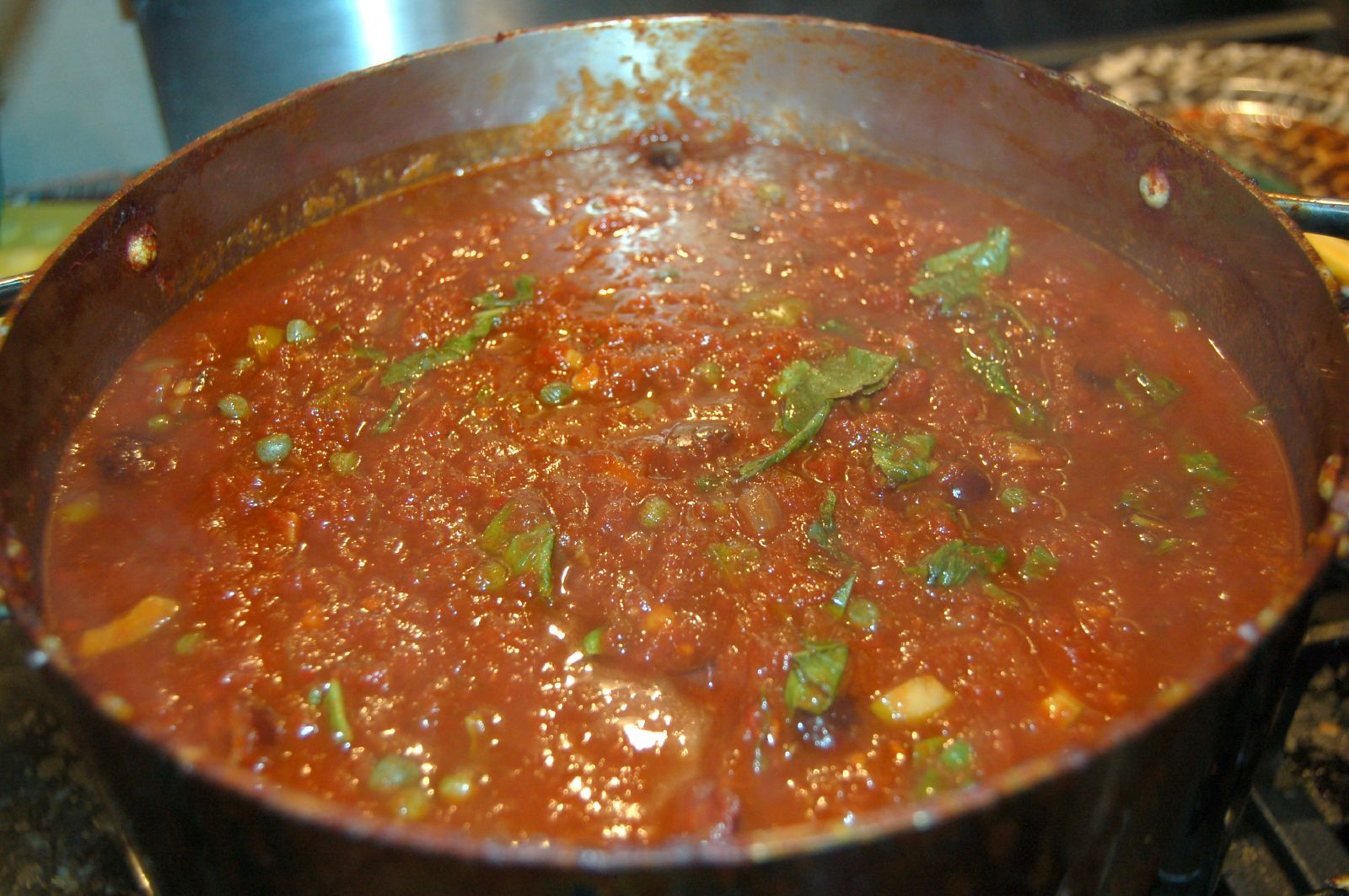
Raïto, sauce provençale à la tomate.

La raïto est une sauce provençale aux tomates, au vin rouge, aux olives et aux câpres. C'était une composante d'un des mets servis lors du traditionnel gros souper, la veille de Noël, la merlusso à la raïto.

## Historique
Outre la morue, cette sauce était servie essentiellement avec du poisson. À Martigues et en pays d'Arles, la raïto accompagnait le muge. Sa composition a beaucoup évolué depuis le XIXe siècle. J.-B. Reboul donne la recette de la raïto pour la morue à la provençale, telle qu'elle était réalisée dans le courant des années 1890. Elle était composée essentiellement d'oignons mis à roussir dans l'huile d'olive. Il y rajoutait ensuite du vin rouge coupé d'eau, de l'ail, du persil, du thym, du laurier, des câpres, du sel et du poivre. C'est seulement en fin de cuisson qu'il conseillait de mettre une seule cuillerée de sauce tomate.

## Ingrédients
La composition de cette sauce nécessite actuellement tomates, oignons, gousses d'ail, olives noires, câpres, huile d'olive, vin rouge corsé, clous de girofle, thym, romarin, estragon, persil, sel et poivre. 

## Préparation
La raïto doit avoir une consistance nappante et homogène. Pour cela, il faut faire blondir les oignons émincés dans l'huile d'olive. Ils sont ensuite mouillés avec le vin rouge, dans lequel sont ajoutés le bouquet garni, le céleri, l'ail, les clous de girofle, les herbes de Provence, puis les tomates découpées en dés. Quand ce mélange commence à réduire, il est mixé ou passé au moulin à légumes. C'est à ce moment-là que sont ajoutées les olives et les câpres légèrement revenues dans l'huile,.